# Dayton (Texas)
Dayton é uma cidade localizada no estado norte-americano de Texas, no Condado de Liberty.

## Demografia
Segundo o censo norte-americano de 2000, a sua população era de 5709 habitantes.
Em 2006, foi estimada uma população de 7286, um aumento de 1577 (27.6%).

## Geografia
De acordo com o United States Census Bureau tem uma área de
28,6 km², dos quais 28,6 km² cobertos por terra e 0,0 km² cobertos por água. Dayton localiza-se a aproximadamente 25 m acima do nível do mar.

## Localidades na vizinhança
O diagrama seguinte representa as localidades num raio de 20 km ao redor de Dayton.